# Likavka
Likavka est un village et une municipalité dans le district de Ružomberok, dans la région de Žilina au nord de la Slovaquie (région historique de Liptov).
C'est aussi le nom d'un château (en slovaque: Likavský hrad, en hongrois: Likava vára) construit au début du XIVe siècle.

## Géographie
La municipalité est à une altitude de 520 mètres et couvre une superficie de 18 261 km2. La population est d'environ 3010 personnes.
Le château se trouve dans la partie sud des montagnes Chočské vrchy, à une altitude de 629,5 mètres.

## Histoire
Le village de Likavka date de la fin du XVe siècle voire du début du XVIe siècle. Il appartenait au comté historique de Árva, dans le Royaume de Hongrie. Le site historique de Likavka est connu des historiens depuis longtemps. En effet, le château est mentionné pour la première fois en 1341 et a probablement été construit dans le premier tiers du XIVe siècle.
Le château de Likawa était propriété de l'administration royale. Son passé militaire et défensif a fait qu'il a été maintes et maintes fois reconstruit. Le château original, qui comprenait une chapelle, était dans le style gothique.
C'est là où Jean Corvin (1473-1504), fils naturel de Matthias, oublia, dans les douceurs de la vie privée qu'il eût pu porter un sceptre et monter sur un trône.
Il fut aussi le lieu où décéda le comte István Tököly (1623-1670), fils de Imre Thököly, célèbre opposant aux Habsbourg et brièvement prince de Transylvanie.
Actuellement, le château est en rénovation.
Le village de Likavka fait partie des villages slovaques qui ont gardé les traditions folkloriques. Ainsi a été créé le festival folklorique pour les enfants, qui survient chaque année dans l'amphithéâtre, restauré, situé en contrebas du château.

## Démographie

### Évolution de la population
| Année:               | 1994. | 2004.   | 2014.   | 2024.   |
| -------------------- | ----- | ------- | ------- | ------- |
| Nombre de personnes: | 2870  | 3012    | 3045    | 2846    |
| Différence:          |       | +4,94 % | +1,09 % | -6,53 % |

| Année:               | 2023. | 2024.   |
| -------------------- | ----- | ------- |
| Nombre de personnes: | 2898  | 2846    |
| Différence:          |       | -1,79 % |